# Walkeriana tosariensis
Walkeriana tosariensis är en insektsart som beskrevs av Reyne 1957. Walkeriana tosariensis ingår i släktet Walkeriana och familjen pärlsköldlöss. Inga underarter finns listade i Catalogue of Life.